# Belobackenbardia stuckenbergiorum
Belobackenbardia stuckenbergiorum är en tvåvingeart som beskrevs av Shatalkin 2001. Belobackenbardia stuckenbergiorum ingår i släktet Belobackenbardia och familjen rotflugor. Inga underarter finns listade i Catalogue of Life.